# Шах, Себастьян Фрэнсис
Себастьян Фрэнсис Шах (англ. Sebastian Francis Shah OFM , 14.11.1957 г., Пакистан) — католический епископ, архиепископ Лахора с 14 ноября 2013 года, член монашеского ордена франкцисканцев.

## Биография
Себастьян Фрэнсис Шах родился 14 ноября 1956 года в Пакистане. 2 августа 1989 года вступил в монашеский орден францисканцев. После получения богословского образования в семинарии Христа Царя в Карачи был рукоположён 6 декабря 1991 года в священника. C 1991 по 1995 год преподавал в малой семинарии в Лахоре и был провинциалом францисканцев в Пакистане.
14 февраля 2009 года Римский папа Бенедикт XVI назначил Себастьяна Фрэнсиса Шаха титулярным епископом Тинума и вспомогательным епископом архиепархии Лахора. 25 апреля 2009 года был рукоположён в епископа.
14 ноября 2013 года Римский папа Франциск назначил Себастьяна Фрэнсиса Шаха архиепископом Лахора.